# Источносарајевско-зворничка регија
Источносарајевско-зворничка регија на сјеверу граничи са Добојско-бијељинском регијом, а на југу са Фочанском мезорегијом. На западу граничи са Федерацијом Босне и Херцеговина, а на истоку са Србијом. Граница са Србијом је природна. Чине је ријеке Дрина и Лим, те поједине планине (Звијезда, Јаворје). Остале границе су већином административне, са кантонима Федерације Босне и Херцеговине и општинама Републике Српске. Саобраћајни положај регије у цјелини је повољан. Она представља везу између регија Републике Српске, али и везу са Србијом. Овај положај није довољно искоришћен. Друмске саобраћајнице су у лошем стању и воде преко планинских предјела, што отежава одвијање саобраћаја.

## Рељеф
Регија се састоји од двије мезорегије. То су Зворничка и Источносарајевска.
Зворничка регија је дио Обода Панонске низије. Карактеристичне су нисте и средње високе планине: Јаворник, Глогова планина, Осат. Спадају у групу рудних и флишних планина. На истоку је долина ријеке Дрине и њених притока, Дрињаче и Јадра.
Источносарајевска регија се налази у оквиру Планинско-котлинске области. У рељефу се истичу романијско-подрињске планина средње висине: Требевић, Јахорина, Романија, Деветак, Јавор, Варда. На западу регије, на граници са Федерацијом Босне и Херцеговине је дио Сарајевско-зеничке котлине. На истоку је композитна долина ријеке Дрине. Највећа котлина у долини Дрине је Вишеградска. Узводно и низводно од ње су дуге и дубоке клисуре: Међеђанска (26 km) и Клотијевачка (38 km дуга и 1000 метара дубока).
- Јаворник, планина у источном дијелу Босне и Херцеговине. Практикује се пјешачење и планинарење, те на њој се налази доста услужних објеката. Највећи врх је 1026 метара.
- Глогова планина, припада планинама средње и источне Босне и Херцеговине. Има доста традиционалних обичаја, те традиционалних јела и пића. Највећи врх је 771 метара.
- Осат, висораван у сјевероисточној Босни и Херцеговини. Највећи вис је Лучева раван, 1150 метара. Перспектива Осата је у развоју зимског туризма, с обзиром на повољне терене сјеверне експозиције и богатство зимског покривача (од новембра до марта).
- Романија, кречњачка, шумовита планина. Највећи врх је Велики Лупоглав, 1652 метра. На њој је развође између сливова Дрине и Босне. На истоку прелази у висораван Гласинац.

- Јахорина, туристички најзначајнији планински центар у Босни и Херцеговини. Дуга је 30 km, а висока 1916 метара (Највиши врх Огорјелица, стари назив је био Сјениште). Јахорина је „олимпијска планина“ јер су се на њој 1984. године одржавала такмичења у оквиру XIV зимских олимпијских игара.
- Требевић, планина у југоисточној Босни и Херцеговини. Представља значајан туристични и рекреативни центар. Такође се на њој налази комбинована стаза за боб и санкање.
- Деветак, планина која припада планинама средње и источне Босне и Херцеговине. Што се активности тиче, најкарактеристичније су пењање и планинарење, бициклизам (брдски и класични), те активности на води. Највећи врх је 1426 метара.
- Јавор, планина која такође припада планинама средње и источне Босне и Херцеговине. Богата је ријекама и језерима, те постоји доста легенди и анегдота везаних за ову планину. Највећи врх је 1537 метара.
- Варда, планина у источној Босни и Херцеговини. Шумовита је и прекривена пашњацима, који су искоришћени за развој сточарства. Највећи врх је 1389 метара.

## Клима и биљни свијет
Умјереноконтинентална клима влада у већем дијелу регије. То су предјели котлина и ријечних долина са малом надморском висином. Јасно су издвојена сва четири годишња доба. Биљни свијет чине листопадне шуме. Количина падавина је до 1200 милиметара. Планински предјели изнад 1000 метара имају планинску климу. Биљни свијет је распоређен у појасевина са порастом надморске висине. У нижим планинским предјелима су листопадне шуме. На њих се настављају мјешовите шуме, а изнад њих четинарске шуме бора, јеле и смрче као и планински пашњаци.

## Воде
Ријечна мрежа регије је густа. Све ријеке су површинске и припадају Црноморском сливу.
- Дрина, ријека која обухвата источни дио Републике Српске и највећа ријека ове регије. Правац њеног тока је од југа ка сјеверу. Најљепши и најдужи кањон (24 km) је од Жепе до Клотијевца. На Дрини су изграђене три хидроелектране: Вишеград, Бајина Башта и Зворник. Лим и Рзав су десне притоке Дрине, а лијеве притоке су Прача и Дрињача са Јадром.

У западном дијелу регије су ријеке које отичу према ријеци Босни, а само дјелимично теку кроз регију. То су Миљацка и Жељезница.
- Миљацка, настаје спајањем Паљанске и Мокрањске Миљацке. Дужина тока је 36 km. На Миљацкој се налази десетина мостова, а најпознатији су Принципов мост, са ког је припадник тајне организације Младе Босне Гаврило Принцип, 28. јуна 1914. Године убио аустроугарског претолонаследника Франца Фердинанда и његову жену Софију и Ајфелов мост, чији је архитекта Гистав Ајфел, исти човјек који је дизајнирао Ајфелов торањ у Паризу, у Француској.

- Жељезница, настаје на територији Федерације Босне и Херцеговине, а већим дијелом протиче кроз Републику Српску. На простору Федерације Босне и Херцеговина се улива у Босну. Дуга је 30 km. Жељезница је мирна и пловна ријека, те представља атракцију за туристе, планинаре и риболовце.

Природних језера у регији нема, али има вјештачких. На ријеци Дрини су три вјештачка језера настала изградњом брана тј. Хидроелектрана. Највеће језеро је Перућац. Настало је изградњом бране у близини Бајине Баште у Србији. Дијелом је на граници са Србијом, а дијелом на територији Републике Српске. Најстарије вјештачко језеро на ријеци Дрини је Зворничко. И оно је на граници Србије и Републике Српске. Најмање језеро на Дрини је Вишеградско. Оно се налази у потпуности на простору Републике Српске. И у овој регији има термоминералних извора. У близини Вишеграда је бања Вилина влас у којој се термоминерална вода, температуре 31-34 °C користи за лијечење реуматских обољења. У Сребреници је бања Губер која има арсено-гвожђевиту воду. Ратна разарања и неуспјела приватизација су довели до тога да ова бања не функционише као прије. Минерална вода у Козлуку код Зворника са флашира у фабрици „Витинка“.
Значајна природна богатства регије су обрадиво земљиште, шуме и воде (ријеке и термоминерални извори). Регија располаже значајним рудним богатствима. У близини Милића је највећи рудник боксита у Босни и Херцеговини. Код Сребренице је рудник Сасе, највећи рудник олова и цинка у Босни и Херцеговини.

## Становништво
Источносарајевско-зворничка регија има површину од 5330,65 km². Према подацима пописа из 2013. године, регија је имала 243.523 становника. Према томе, густина насељености је 45 становника на километар квадратни. Источносарајевско-зворничка регија се састоји од 18 општина. Статус града имају Источно Сарајево и Зворник. Град Источно Сарајево чини 6 општина: Источна Илиџа, Источни Стари Град, Источно Ново Сарајево, Пале, Соколац и Трново. Насељеност је нераномјерна. Малу густину насељености имају општине у планинском дијелу регије (Хан Пијесак, Источни Стари Град, Трново, Соколац). Већа насељеност је у привредно развијенијим општинама (Источна Илиџа, Источно Ново Сарајево, Зворник). Дио становништва регије (по процјенама око 40%) чини избјегло становништво са простора Федерације Босне и Херцеговине у току и после грађанског рата.
| Степен привредне развијености | Општина                                                          |
| ----------------------------- | ---------------------------------------------------------------- |
| Развијене општине             | Источно Ново Сарајево, Пале, Зворник                             |
| Средње развијене општине      | Источна Илиџа, Соколац, Вишеград, Милићи                         |
| Неразвијене општине           | Братунац, Власеница, Рогатица, Сребреница, Хан Пијесак           |
| Изразито неразвијене општине  | Источни Стари Град, Ново Горажде, Осмаци, Трново, Шековићи, Рудо |

## Привреда
Географија за развој привреде у регији су веома добри али недовољно искоришћени. Друштвени услови за развој привреде у овој регији су неповољни. Ратом оштећене фабрике, застарјела технологија, одлазак младе, стручне радне снаге, само су неки од разлога недовољно развијене привреде. Када томе додамо недостатак новца за покретање нове производње, изгубљена пријератна тржишта, неквалитетну приватизацију, јасно је да управо друштвени услови неповољно утичу на привреду регије.

### Пољопривреда
Пољопривреда у регији има добре услове за развој. Обрадиво земљиште, вода, те климатски услови омогућавају развој свих грана пољопривреде. Земљорадња је карактеристична за Обод Панонске низије у Зворничкој мезорегији. Узгајају се житарице (кукуруз) и различите врсте поврћа. Од воћа је доминантна шљива, и све више малина, јагода и купина. Сточарство је у нижим предјелима регије базирано на свињогојству и живинарству. У планинским предјелима је више заступљено говедарство и овчарство. Шумарство је једна од значајнијих дјелатности у регији. Проблем је што нема постројења за завршену обраду дрвета.

## Индустрија
Индустрија регије, после грађанског рата, стално биљежи опадање производње. Значајнија индустријска предузећа су „Алумина“ у Каракају код Зворника, која на бази боксита производи глиницу и зеолит, те „Витинка“ у Козлуку код Зворника, која флашира минералну воду и производи безалкохолна пића.

## Рударство
Рударство регије је развијено на бази резерви боксита („Боксит“ код Милића) и олова и цинка („Сасе“ код Сребренице).

## Енергетика
Енергетика користи хидропотенцијал Дрине у три хидроелектране. Произведена електрична енергија у хидроелектрани Вишеград се користи у Републици Српској. Електрична енергије остале двије хидроелектране на Дрини (Бајина Башта и Зворник) се већином користи у Србији

## Саобраћај
Саобраћај регије је слабо развијен. Нема нових, модерних друмских саобраћајница и ауто-путева. Постојећа мрежа друмских саобраћајница је у веома лошем стању. Кроз регију пролазе дијелови путева који припадају Европској мрежи магистралних друмских саобраћајница. То су:
- Европски пут М5: Источно Сарајево — Рогатица — Вишеград — Вардиште — Србија.
- Европски пут М18: Источно Сарајево — Трново — Фоча — Хум — Црна Гора.

Жељезница за путнички саобраћај нема. За теретни саобраћај се користи пруга која пролази кроз Каракај (Зворник) и спаја регију са Србијом (Лозница) и Федерацијом Босне и Херцеговине (Тузла).

## Туризам
Туризам у Источносарајевско-зворничкој регији има одличне услове за развој. Тренутно у регији представља једну од најразвијенијих привредних дјелатности. У оквиру туризма нарочито се издвајају планински, вјерски и градски.
- Планински туризам је везан за планину Јахорину. То је једна од такозваних олимпијских планина. На Јахорини, Требевићу, Игману и Бјелашници су 1984. године одржане 14. зимске олимпијске игре. Јахорина располаже изграђеним и уређеним стазама за зимске спортове са свим пратећим садржајима (ски-лифтови, хотели, ресторани, трговине...) али и условима за љетни туризам (спортски терени, пјешачке стазе...). Осим Јахорине, услове за развој туризма имају и остале планине: Требевић, Романија, Јавор. Њихов недостатак је што немају довољно изграђених смјештајних објеката.
- Вјерски туризам се заснива на српским средњовјековним манастирима који су све више посјећени. У регији их има 6. То су: Сасе код Сребренице, Кнежина и Соколица код Сокоца, Папраћа и Ловница код Шековића и Добрун код Вишеграда.
- Што се тиче градског туризма, најзначајнији центар регије је Вишеград. Налази се на ушћу ријеке Рзав у Дрину. Симбол Вишеграда је камени мост грађен од 1571.1577 године. Изграђен је по жељи и наредби Османског великог везира Мехмед-паше Соколовића. Роман „На Дрини Ћуприја“, о мосту и Вишеграду, написао је Иво Андрић, који је добио и Нобелову награду за књижевност. Ид 2007. године, мост је дио Свјетске културне баштине под заштитом UNESCO-а. Значајна туристичка атракција Вишеграда је и Андрићград (Каменград).

То је туристички и културни комплекс урађен по идеји прослављеног режисера Емира Кустурице. Од Вишеграда, преко Добруна, до Мокре Горе у Републици Српској, обновљена је стара, ускотрачна пруга („Ћиро“). Још увијек није у потпуности у функцији, али ће туристичка путовања овом пругом бити једна од занимљивих понуда Босне и Херцеговине и Републике Српске.
Туристичку понуду регије употпуњује рафтинг и сплаварење ријеком Дрином и Таром, остаци средњовјековних градова (Зворник), те некрополе стећака. И стећци којих има широм Босне и Херцеговине и Републике Српске су, од 2016. године, уврштени у Свјетску културну баштину.